# Katrina Leskanich
Katrina Leskanich (ur. 10 kwietnia 1960 w Topece w stanie Kansas) – amerykańska wokalistka, liderka zespołu Katrina and the Waves znanego m.in. dzięki przebojowi „Walking on Sunshine” oraz „Love Shine a Light”, z którym wygrała 42. Konkurs Piosenki Eurowizji (1997).

## Życiorys

### Wczesne lata
Urodziła się w Topece w amerykańskim stanie Kansas. Jest córką pułkownika Sił Powietrznych Stanów Zjednoczonych. Od chwili narodzin wraz z rodzicami oraz piątką rodzeństwa (czterema siostrami i bratem) przeprowadzała się kilkukrotnie: najpierw z Kansas do Nowego Meksyku, potem do Kalifornii, Alabamy, Georgii, Florydy, Massachusetts, Nebraski, niemieckiego Stuttgartu oraz do Holandii, ostatecznie zamieszkując w angielskim Norfolku w 1976.
Wraz z rodzeństwem uczyła się śpiewu, przynależąc do chórów i zespołów kościelnych. Mając 14 lat, podjęła naukę gry na gitarze, którą sprezentowali jej rodzice.

### Kariera muzyczna

#### Współpraca z zespołem Katrina & the Waves
W 1978 została wokalistką angielskiego zespołu muzycznego Mama’s Cookin' razem ze swoim ówczesnym chłopakiem, Vincem de la Cruzem. Kilka lat później formacja zmieniła swoją nazwę na The Waves i zaczęła nagrywać kolejne piosenki, w których Katrina śpiewała główne partie wokalne. Z czasem została liderką zespołu, który ostatecznie przybrał nazwę Katrina and the Waves. Na początku 1983 zespół nagrał swój debiutancki album studyjny, zatytułowany Walking on Sunshine. Płyta zawierała dziesięć autorskich piosenek, początkowo nie wzbudziła zainteresowania żadnej z wytwórni muzycznych oprócz kanadyjskiej Attic Records, która zdecydowała się wydać krążek pod swoim szyldem na krajowym rynku.
W 1979 wydali drugi album na terenie Kanady, EPkę pt. Shock Horror!, a także płytę długogrającą zatytułowaną Katrina And The Waves 2 promowaną singiel „Mexico”, który zyskał zainteresowanie lokalnych rozgłośni radiowych. W tym czasie inna piosenka zespołu, „Going Down to Liverpool”, została zauważona przez formację The Bangles, która postanowiła nagrać swoją wersję numeru. Po publikacji coveru główne wytwórnie muzyczne zaczęły interesować się twórczością grupy, co doprowadziło do podpisania przez muzyków Katrina and the Waves kontraktu płytowego z wytwórnią Capitol Records w 1985. W tym samym roku wydali swój pierwszy międzynarodowy album studyjny sygnowany nazwą zespołu. Album promowany był przez singiel „Walking on Sunshine”, który okazał się przebojem w kraju oraz za granicą, trafiając na czołówki list przebojów m.in. w Irlandii, Kanadzie, Australii, Wielkiej Brytanii, Stanach Zjednoczonych, Szwecji, Szwajcarii, Nowej Zelandii i Polsce. Popularność piosenki przyniosła grupie także nominację do Nagrody Grammy w kategorii Najlepszy nowy artysta. Drugim singlem promującym debiutancką płytę formacji był utwór „Do You Want Crying”.
Rok po sukcesie pierwszego krążka na rynku ukazał się drugi album zespołu pt. Waves. Z powodu nieporozumień z wytwórnią Capitol muzycy w tym samym roku rozwiązali umowę z wydawcą. W 1989 wydali trzeci krążek pt. Break of Hearts, który został wydany pod szyldem SBK Records. W 1990 w duecie z Erikiem Burdonem nagrali utwór „We Gotta Get Out of This Place” wykorzystany w ścieżce dźwiękowej serialu China Beach. W 1997 zostali wybrani wewnętrznie przez brytyjskiego nadawcę publicznego na reprezentantów Wielkiej Brytanii  z utworem „Love Shine a Light” podczas 42. Konkursu Piosenki Eurowizji. W finale konkursu zajęli pierwsze miejsce z wówczas rekordową liczbą 227 punktów od jurorów. Dwa lata później zawiesili działalność.

#### Kariera solowa

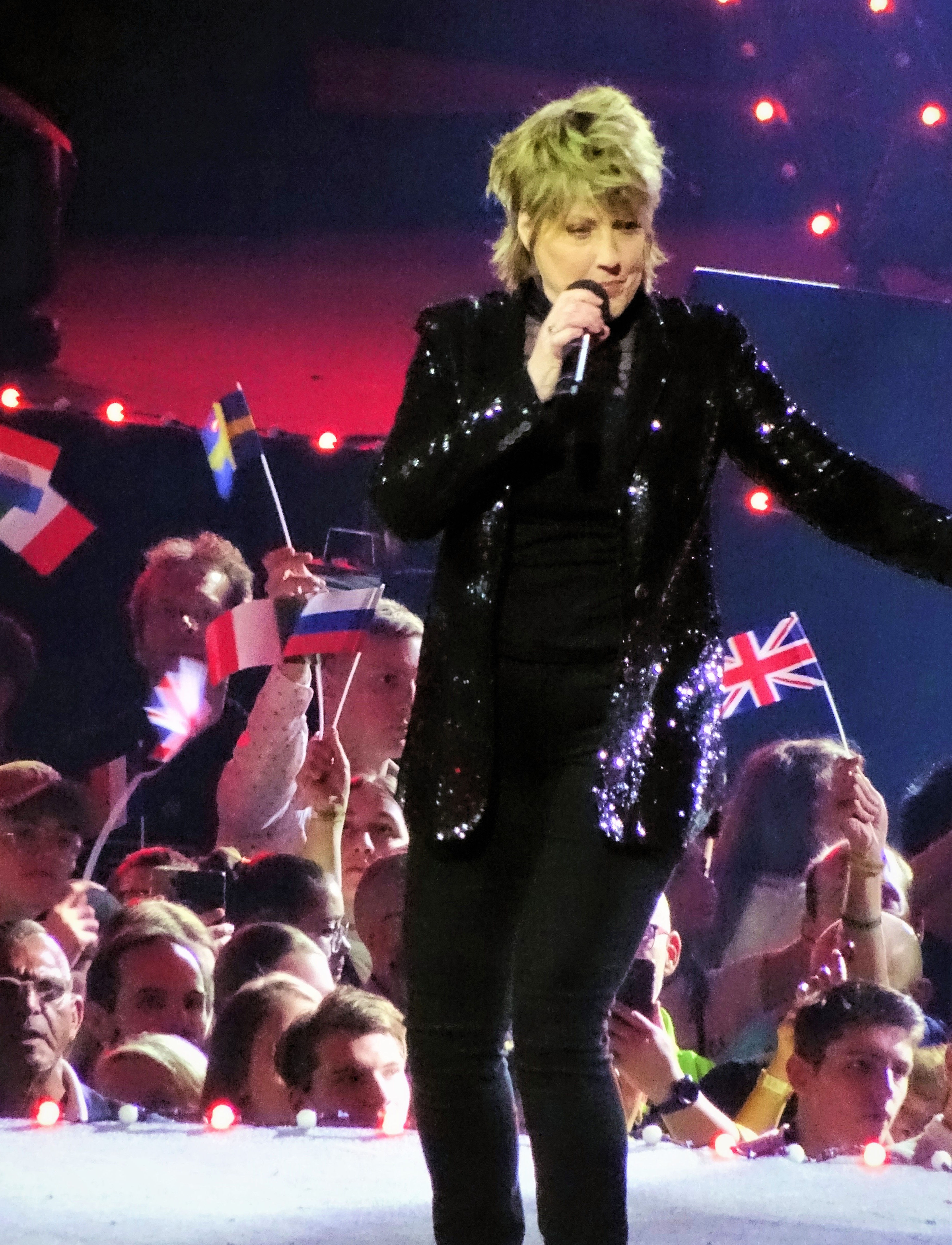
Katrina Leskanich w 2019

Po rozstaniu z zespołem rozpoczęła karierę solową, zostając DJ-em radiowym w BBC Radio 2. W 2001 zagrała główną rolę w musicalu Leader of the Pack, a w 2004 zaczęła pracę nad materiałem na debiutancką solową płytę. Album pt. Katrina Leskanich ukazał się w 2005 pod szyldem wytwórni Universal Music. Niedługo potem wydała album pt. Turn the Tide. W 2005 z piosenką „As If Tomorrow Will Never Come” autorstwa Thomas G:sona brała udział w programie Melodifestivalen 2005 wyłaniającym reprezentanta Szwecji w 50. Konkursie Piosenki Eurowizji. Pomyślnie przeszła do półfinału, w którym zajęła 6. miejsce, nie przechodząc do finału. W październiku współprowadziła w duecie z Renārsem Kaupersem jubileuszowy koncert Gratulacje: 50 lat Konkursu Piosenki Eurowizji organizowany w Kopenhadze.
W 2008 była jurorką podczas belgijskich eliminacji do 53. Konkursu Piosenki Eurowizji. W marcu wystąpiła gościnnie podczas brytyjskiego koncertu selekcyjnego. W lipcu 2010 wydała pierwszy album koncertowy pt. The Live Album, który ukazał się z okazji 25-lecia wydania singla „Walking on Sunshine”. We wrześniu wydała reedycję debiutanckiej płyty solowej, wzbogaconej o dwa nowe nagrania. W listopadzie wystąpiła gościnnie jako trenerka wokalna w austriackim programie telewizyjnym Helden von Morgen. W maju 2011 wydała minialbum pt. Spiritualize, a w 2012 nawiązała współpracę z Benem Crabbém, Dany'm Lademacherem i Hermanem Broodem, z którymi stworzyła projekt Katrina and The Romance i ruszyła w letnią trasę koncertową po Belgii.
W 2013 opublikowała swoją pierwszą książkę pt. „Peggy Lee Loves London – My London Guide” będącą książkowym przewodnikiem po Londynie. W 2014 wystąpiła gościnnie dla projektu Wildlife Rocks wspierającą prawa zwierząt. W tym samym czasie wydała swój drugi solowy album studyjny pt. Blisland.

## Życie prywatne
Od 1988 mieszka w Londynie. Jest lesbijką.

## Inspiracje
Wśród swych muzycznych inspiracji wymienia artystów, takich jak: Ellie Greenwich, Mama Cass Eliot i Emmylou Harris. Ponadto, lubi twórczość Shangri-Las, Shirelles, Supremes, a także ceni Edie Gourmet i Trios Los Panchos.

## Dyskografia

### Albumy studyjne

#### Wydane z Katrina and the Waves
- The Bible of Bop (1982; jako Kimberley Rew)
- Shock Horror! (1982; jako Waves)
- Walking on Sunshine (1983)
- Katrina and The Waves 2 (1984)
- Katrina and The Waves (1985)
- Waves (1986)
- Break of Hearts (1989)
- Pet the Tiger (1991)
- Edge of the Land (1993)
- Turnaround (1994)
- Roses (1995)
- Walk on Water (1997)

#### Solowe
- Katrina Leskanich (2005)
- Turn the Tide (2005)
- Spiritualize (2011)